# Allocnemis contraria
Allocnemis contraria – gatunek ważki z rodziny pióronogowatych (Platycnemididae). Występuje w Afryce Subsaharyjskiej, głównie w Nigerii i Kamerunie.